# Княгиня Островская (опера)
«Княгиня Островская» — опера в четырех действиях, пяти картинах по мотивам трагедии Д. Аверкиева «Княгиня Ульяна Вяземская», которая была написана в 1875 году. Либретто и музыка князя Г. Н. Вяземского.

## История
17 января 1882 года в бенефис дирижера Э. Мертена в Большом театре состоялась первая постановка оперы. Второй раз опера демонстрировалась 27 января 1882 года. Режиссер А. Дмитриев, художник К. Вальц, балетмейстер Ф. Манохин, дирижер Э. Мертен.
В некоторых источниках сказано, что постановка оперы не была успешной. В еженедельном сатирическом журнале с рисунками и карикатурами «Будильник» была опубликована весьма критическая заметка о творчестве князя Вяземского:
Разумеется, всякий имеет право сочинить, или, правильнее, натаскать из других авторов какую угодно плохую вещь, но...злоупотреблять этим правом не следует

## Действующие лица
- Князь Юрий Ростиславович Ижорский — А. Барцал
- Княгиня Анна, его жена — А.Ларина
- Княгиня Ольга, его мать — Дубасова
- Князь Семен Изяславич Островский — С. Буховецкий
- Княгиня Марья Андреевна, его жена — Э. Стефани
- Василько, приближенный князя — А. Абрамов
- Гонец — А. Тяпугин
- Гаврюк, стольник князя Островского[2].

## Либретто
XIV век, Ржев. Князь Юрий любит Марью — жену князя Островского. Марья верна своему мужу. Когда приходит сообщение о нашествии литовцев, князь Юрий обвиняет князя Островского в трусости и убивает его, но перед смертью друга сообщает тому, что любит его жену. Юрий держит Марью взаперти, а княгиня Ольга ждет, что ее сын объяснит ей, что происходит. Марья рассказывает княгине Ольге обо всем, что случилось. Юрий смертельно ранит Марью и поджигает свою усадьбу, а княгиня Ольга проклинает своего сына.